# Secondes (Kaprálová)
Secondes (en tchèque : Vteřiny), op. 18, est un cycle de mélodies de la compositrice tchèque Vítězslava Kaprálová achevé en 1939.

## Contexte et création
C'est à l'automne 1936 que Vítězslava Kaprálová commence la composition de son cycle Secondes, avec les deux mélodies qui commencent et terminent le cycle. Ainsi, Il agite un mouchoir blanc, sur un texte tiré du recueil Le Pigeon postal de Jaroslav Seifert commence le cycle, tandis que Nouvel an, sur un texte de Josef Hora, termine le cycle. Pâques est la troisième mélodie écrite par la compositrice le 5 mars 1937. C'est le 26 mars de la même année que la compositrice écrit la mélodie suivante, Les années se taisent, les années passent, à l'occasion de l'anniversaire de son père Václav Kaprál.

## Structure
Le cycle se compose de huit mélodies :
1. Il agite un mouchoir blanc (en tchèque : Bílým šátkem mává)
2. Pays natal (en tchèque : Rodný kraj)
3. Chanson d'amour (en tchèque : Píseň milostná)
4. Pâques (en tchèque : Velikonoce)
5. Variation posthume (en tchèque : Postmrtná variace)
6. Les années se taisent, les années passent (en tchèque : Léta mlčí, léta jdou)
7. Mon Petit bonhomme (en tchèque : Můj milý človĕče)
8. Nouvel an (en tchèque : Novoroční)

## Analyse

### Il agite un mouchoir blanc
Cette première mélodie est dédiée à Ota Vach en guise de cadeau de fin d'année. Ici, la compositrice associe le mouchoir à l'adieu et à la seconde majeure descendante qui annonce la mélodie Adieu et mouchoir. La miniature ne comprend qu'une seule reprise thématique à la fin, avec une touche d'optimisme, comme suggérée par le poème.

### Pâques
Cette mélodie, dédiée à Gracian Černušák, repose sur un texte des Nouveaux poèmes de Fráňa Šrámek. La forme est, pour Nicolas Derny de forme A-B-A'-B' avec introduction et postlude, tandis que pour Michelle Latour, l'œuvre est de forme durchkomponiert. La mélodie s'ouvre sur un Aleluja mélismatique qui referme aussi la mélodie. Les parties A et A' font un grand usage du rythme anapestique typique de la polka. Dans les parties B et B', où le piano est en doublure de la voix, il y a la présence de rythmes miroirs (noire, quatre croches, noire).

### Les années se taisent, les années passent
Cette mélodie est de forme lied et repose sur un texte de Fráňa Velkoborský, dans une tonalité de sol mineur. L'œuvre commence dans une atmosphère morbide et mélancolique. La mélodie s'anime peu à peu par des changements de métrique, passant notamment par du 
, du 
 et du 
.

### Nouvel an
Cette mélodie est de forme lied, dans une tonalité de si bémol majeur et ne comprend qu'une seule strophe. L'accompagnement est en syncope, avec une main droite qui joue dans le grave du piano. Les triolets remplacent ensuite les syncopes à la fin de la pièce. La mélodie se clôt sur un postlude du piano.